# جاشكيف
زهاشكيف (Жашків) هي مدينة في مقاطعة تشيركاسكا في أوكرانيا.
يبلغ عدد سكانها حوالي 14948 نسمة.

## أعلام
- صموئيل نوح كريمر
- شموئيل دايان